# Ramaria aurea
Espèce
Ramaria aurea, la Clavaire dorée est une espèce de champignons de la famille des Gomphaceae.

## Description
- Sporophore 5 à 12 cm de hauteur, et de 8 à 15 cm de diamètre, de couleur jaune doré, formant un paquet dense de rameaux verticaux légèrement tortueux se terminant par deux pointes. Son aspect général ressemble à du corail.
- Pied Court et trapu dépassant souvent les 5 cm de diamètre.
- Chair Blanche et ferme, ne changeant pas de teinte à la cassure, odeur légèrement épicée, saveur douce[2],[3]  .

## Comestibilité
La Clavaire dorée est considérée comme un piètre comestible, notamment à cause de son effet purgatif, et de sa saveur n'ayant rien d'exceptionnel.